# Comté de Washington (Utah)
Pour les articles homonymes, voir Washington et Comté de Washington.
Le comté de Washington est l’un des vingt-neuf comtés de l’État de l'Utah, aux États-Unis.
Le siège et la plus grande ville du comté est Saint George.
Le parc national de Zion s'étend en partie sur le comté.

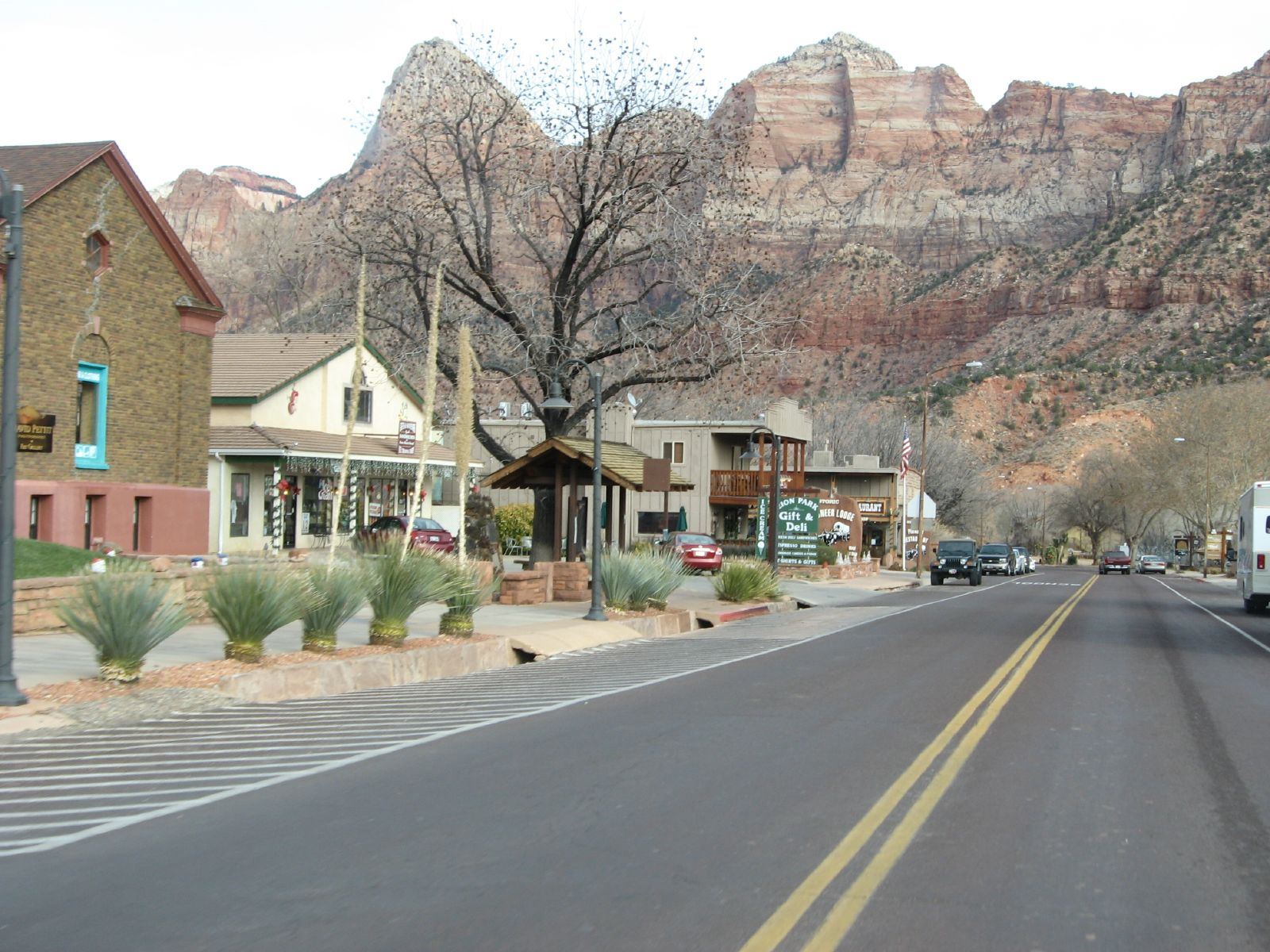
Springdale.
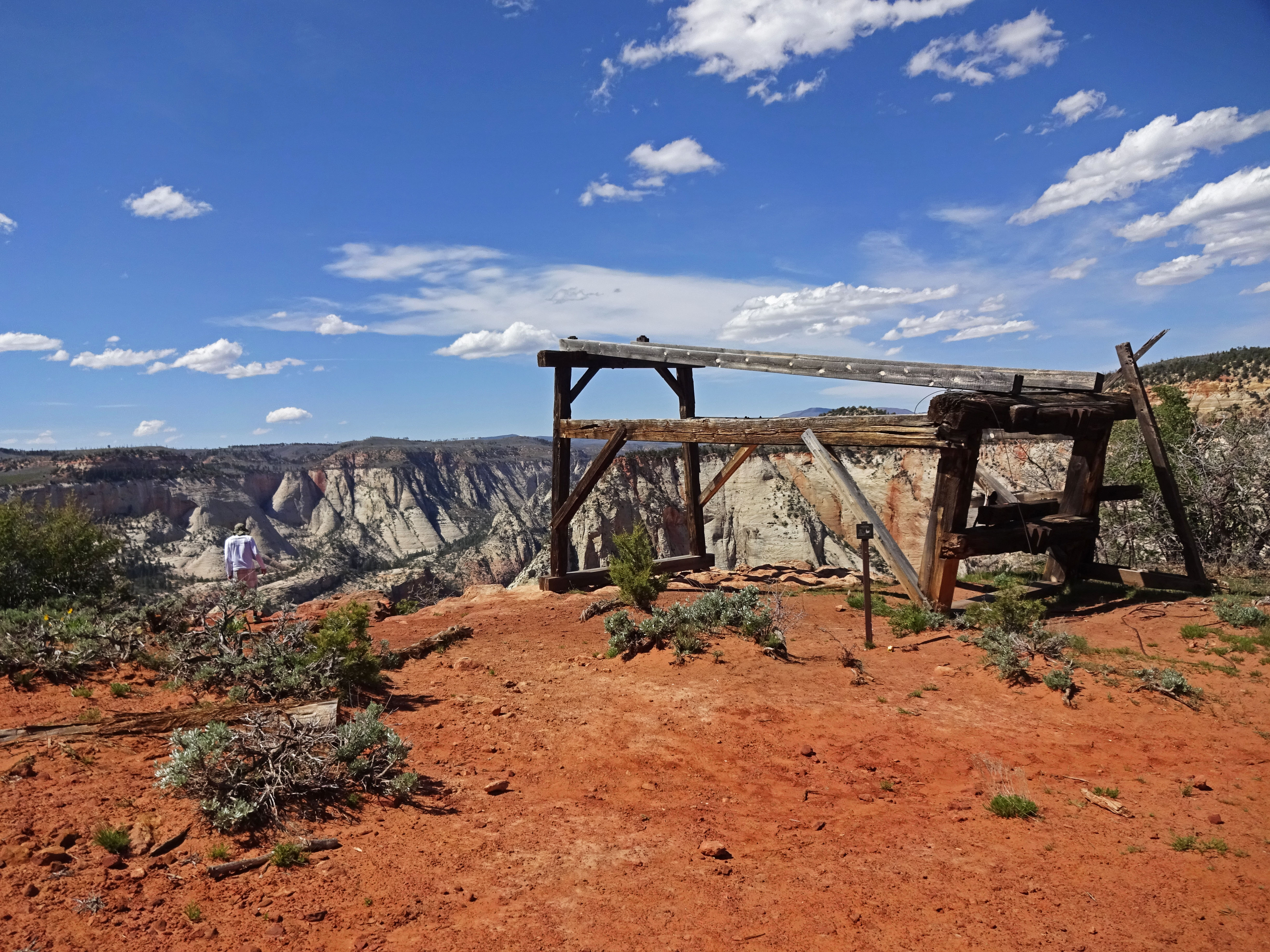
Haut de Cable Mountain Draw Works, système de transport par câble.
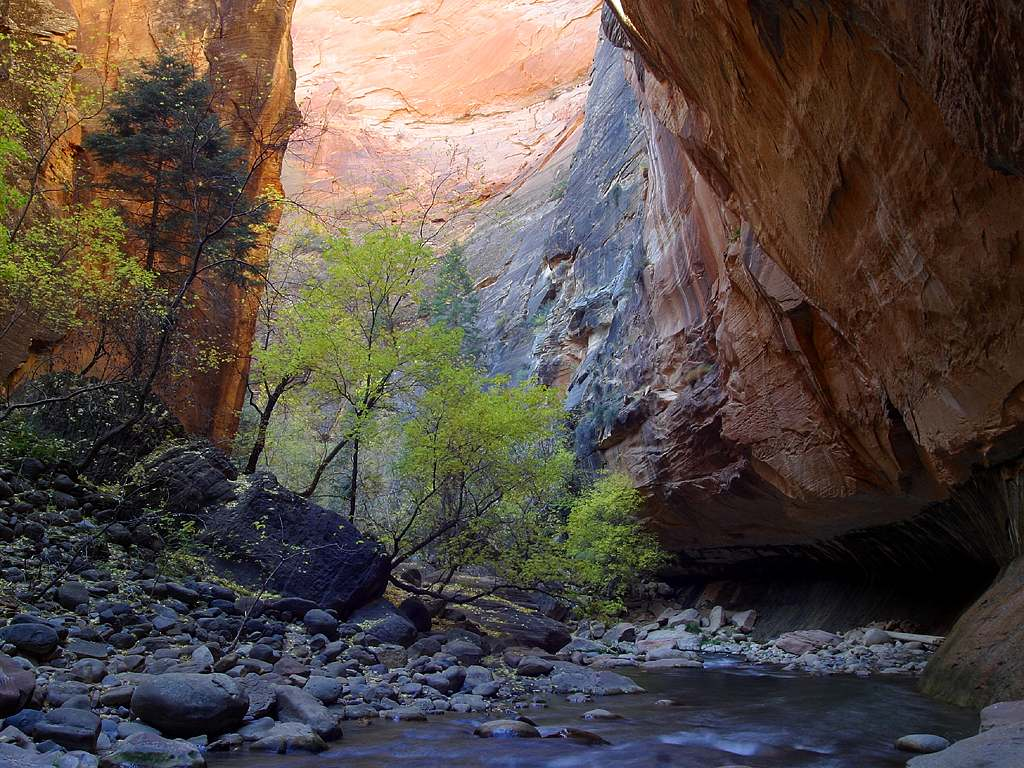
The Narrows.
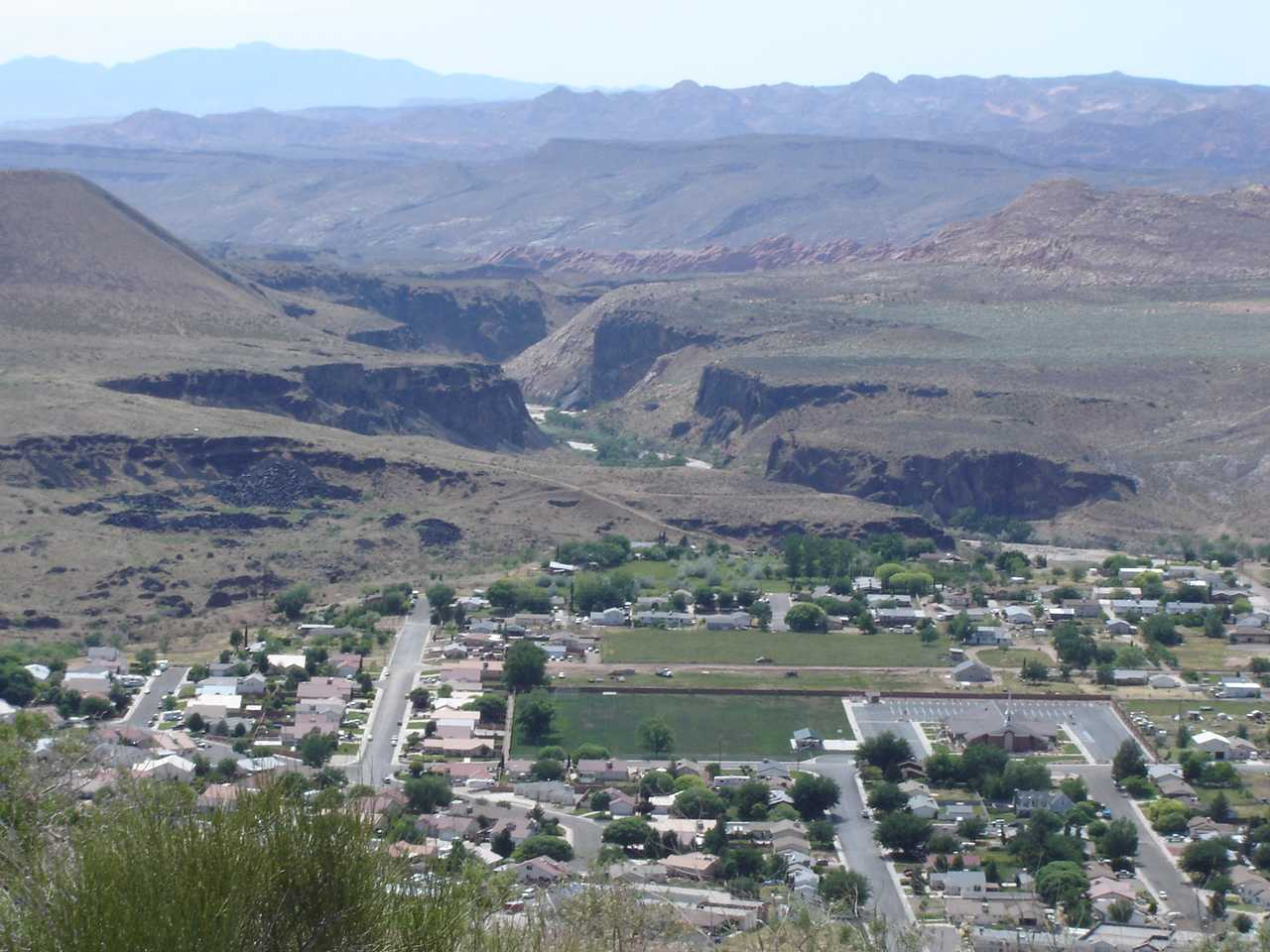
La Verkin.
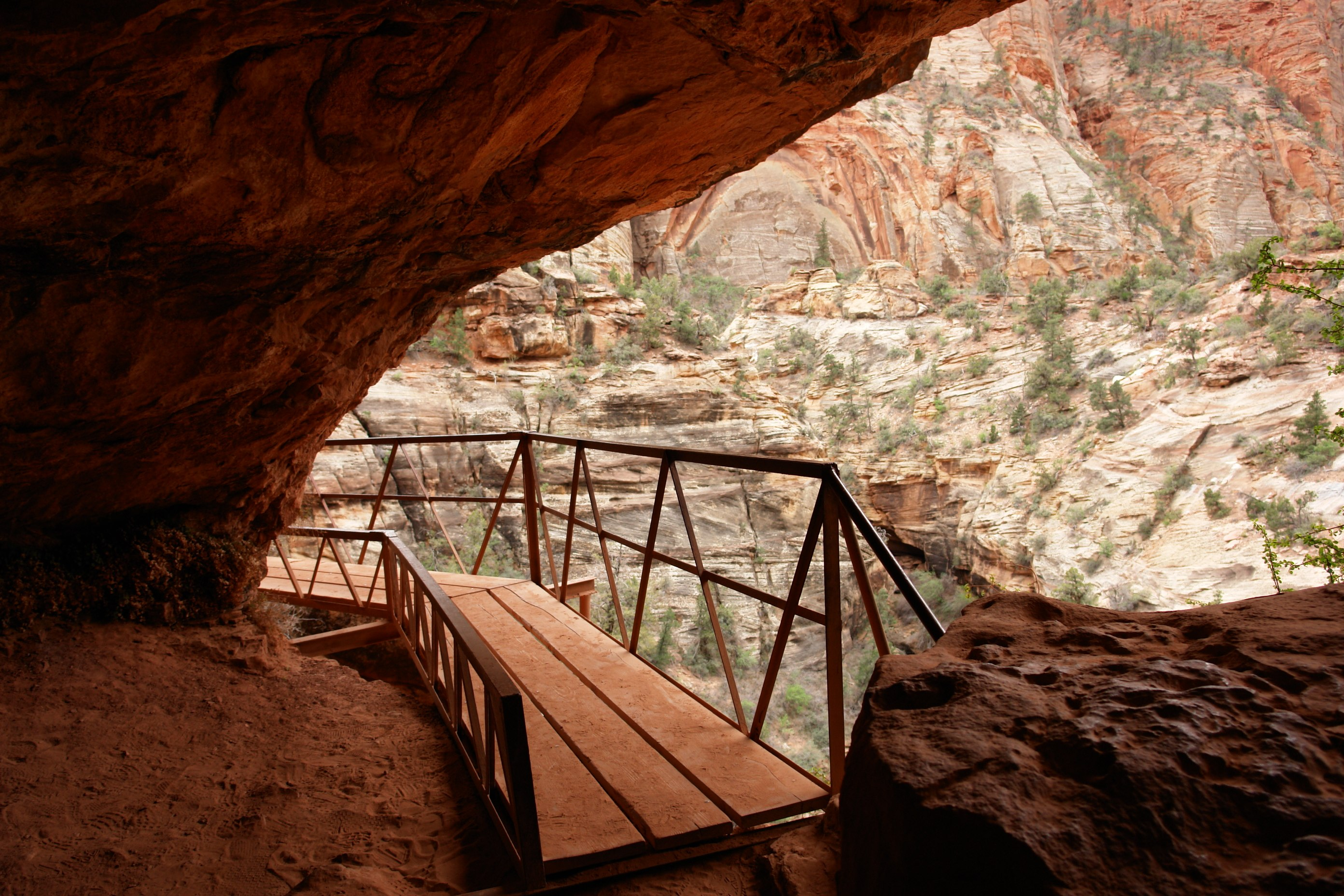
Passage du Canyon Overlook Trail.
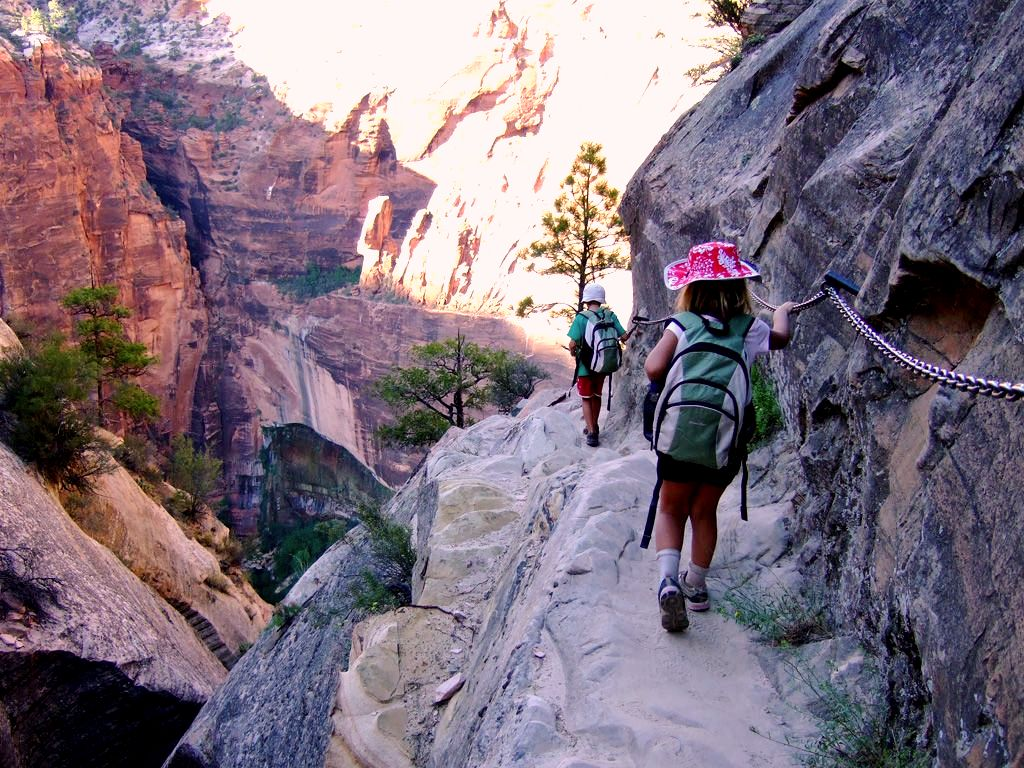
Le Hidden Canyon Trail.

## Comtés adjacents
- Comté d’Iron, Utah (nord)
- Comté de Kane, Utah (est)
- Comté de Mohave, Arizona (sud)
- Comté de Lincoln, Nevada (ouest)